# Berthold Schmidt
Herrmann Christoph Karl Friedrich Berthold Schmidt (* 12. Januar 1856 in Ivenack; † 11. Mai 1929 in Schleiz) war ein deutscher Archivar und Historiker.

## Leben
Schmidt entstammt einer mecklenburgischen Theologenfamilie. Seine erste Bildung erhielt er im elterlichen Haus durch den Hauslehrer auf dem gräflichen Schloss Ivenack. Mit 14 Jahren schickten ihn seine Eltern auf das Progymnasium in Malchin und mit 16 kam er auf die Große Stadtschule Wismar. 1878 nahm er ein Studium der Philologie, Geschichte und Germanistik an der Universität Leipzig auf. An den Universitäten Berlin und Jena setzte er seine Studien fort. Als sich im Sommersemester 1881 in Jena der akademisch-historische Verein gründete, trat auch Berthold Schmidt ihm bei. Ein besonders freundschaftliches Verhältnis verband ihn mit Dietrich Schäfer. Im Februar 1882 legte er das Staatsexamen ab.
Am 1. Oktober 1882 hielt er auf der Generalversammlung des Vereins einen Vortrag über „Kritik zur Geschichte der Ahnen des Reußischen Hauses“. Kurz darauf beauftragte ihn auf Vorschlag von Schäfer der Thüringische Geschichts- und Altertumsverein Jena mit der Bearbeitung des Urkundenbuches der Vögte von Weida, Gera und Plauen.
Mit seiner Dissertation über „Arnold von Quedlinburg und die ältesten Nachrichten zur Geschichte des Reußischen Hauses“ wurde er 1883 promoviert. Auf Grund dieser Arbeit berief ihn Fürst Heinrich XIV. (Reuß jüngere Linie) 1884 zum Archivar und Bibliothekar des Fürstlichen Hausarchivs und der Schlossbibliothek nach Schleiz und beauftragte ihn, das „Hausarchiv Schleiz“ in eine moderne Forschungseinrichtung zu verwandeln. 1885 war er stellvertretender Vorsitzender des Vogtländischen Altertumsforschenden Vereins zu Hohenleuben. 1898 wurde er zum Archivrat, 1918 zum Geheimen Archivrat ernannt. Die Stadt Schleiz ehrte ihn 1924 zu seinem 40-jährigen Dienstjubiläum, indem sie eine Straße nach ihm benannte. Am 11. Mai 1929 starb er nach längerer Krankheit in Schleiz und wurde an der Bergkirche in Schleiz, links vom Mitteleingang bestattet. Schmidt war Autor zahlreicher Veröffentlichungen zur thüringischen Geschichte.
Er war verheiratet mit Helene Thieme (* 17. Mai 1864; † 16. November 1934).

## Veröffentlichungen
- Arnold von Quedlinburg und die ältesten Nachrichten zur Geschichte des Reußischen Hauses. Dissertation 1883, in: ZVThGA 11 (1882), 401–499 Abhandlung IV., Jena 1883, Verlag von Gustav Fischer
- Urkundenbuch der Vögte von Weida, Gera und Plauen, sowie ihrer Hausklöster Mildenfurth, Cronschwitz, Weida und z. h. Kreuz bei Saalburg. Bd. 1.2., Jena 1885/92 (Link zum Digitalisat des ersten Bandes)
- Burggraf Heinrich IV. zu Meißen, Oberstkanzler der Krone Böhmen und seine Regierung im Vogtlande. Gera 1888.
- Reiseerinnerungen Heinrichs Reuß Posthumus aus der Zeit von 1593–1616. Schleiz 1890.
- Graf Heinrich XXVI. j. L. Reuß-Ebersdorf. Schleiz 1896.
- Führer durch die Bergkirche zu Schleiz. 1897.
- Graf Heinrich VI. Reuß ä.L., der Held von Zenta. Greiz 1897.
- Geschichte des Geschlechts von Maltzan u. von Maltzahn. Schleiz 1900.
  - 1. Abteilung, 1. Band: urn:nbn:de:gbv:9-g-5196422
  - 2. Abteilung, 1. Band: urn:nbn:de:gbv:9-g-5185792
  - 2. Abteilung, 2. Band: urn:nbn:de:gbv:9-g-5186062
  - 2. Abteilung, 3. Band: urn:nbn:de:gbv:9-g-5185859
  - 2. Abteilung, 4. Band: urn:nbn:de:gbv:9-g-5185866
- Dr. Julius Alberti. Schleiz 1903
- Die Reußen. Genealogie des Gesamthauses Reuß älterer und jüngerer Linie, sowie der ausgestorbenen Vogtslinien zu Weida, Gera und Plauen und der Burggrafen zu Meißen aus dem Hause Plauen. Schleiz 1903 Digitalisat.
- mit Otto Meusel (Hrsg.): A. H. Franckes Briefe an den Grafen Heinrich XXIV. j. L. Reuß zu Köstritz und seine Gemahlin Eleonore aus den Jahren 1704–1727 als Beitrag zur Geschichte des Pietismus. Leipzig 1905.
- Reußische Münzgeschichte. Dresden 1907.
- Geschichte der Stadt Schleiz. Bd. 1–3, Schleiz 1908–16.
- Der Stadtschreiber von Schleiz. Schleiz 1910.
- Fürst Heinrich XIV. Reuß jüngerer Linie. Schleiz 1913.
- Geschichte des Reußenlandes. Bd. 1–2, Gera 1923/27.